# 犬塚盛巍
犬塚 盛巍（いぬづか もりたか、生年不明 - 1896年〈明治29年〉12月17日）は、庄内藩士。周旋方。日本の司法官僚。検察官。検事長。従三位勲三等。

## 経歴
犬塚盛直（父）と海老名美寿（母）の長男として生まれる。庄内藩士となり戊辰戦争時に周旋方に任じられた。明治3年8月、藩主酒井忠篤の命により、長沢惟和と共に、旧鹿児島藩主島津忠義と西郷隆盛に書簡を届け、鹿児島藩兵器製造所等を視察した。後に司法省に入省し検察官となり、累進して明治19年に大阪控訴院検事長、明治23年には宮城控訴院検事長に就任した。明治29年12月17日、薨去。
衆議院議員及び貴族院議員を務めた犬塚勝太郎は長男。三井物産常任監査役を務めた犬塚勝之丞は次男。博多株式取引所理事長を務めた犬塚三郎は三男である。

## 官歴
- 1874年（明治7年）12月7日 - 依願免 権少判事 但位記返上[2]
- 1882年（明治15年）8月28日 - 任 判事[3]
- 1883年（明治16年）10月15日 - 任 司法権大書記官[4]・第二局長ヲ命ズ[5]
- 1884年（明治17年）7月16日 - 庶務局長ヲ命シ候事[6]
- 1885年（明治18年）10月8日 - 検事会同理事員ヲ命シ候事[7]
- 1886年（明治19年）
  - 1月21日 - 総務局詰ヲ命ズ[8]
  - 2月20日 - 御用有之沖縄県及ビ鹿児島県下大島徳之島へ出張ヲ命ズ[9]
  - 4月19日 - 判事会同理事員ヲ命ズ[10]
  - 7月10日 - 任 大阪控訴院検事長・叙奏任官一等[11]

- 1890年（明治23年）
  - 8月21日 - 任 宮城控訴院検事長[12]
  - 10月30日 - 叙勅任官二等賜下級俸[13]
- 1896年（明治29年）12月1日 - 陞叙高等官一等[14]

## 栄典
位階
- 1876年（明治9年）8月2日 - 正七位[15]
- 1881年（明治14年）1月21日 - 従六位[16]
- 1883年（明治16年）12月8日 - 正六位[17]
- 1886年（明治19年）11月27日 - 従五位[18]
- 1890年（明治23年）8月6日 - 従四位[19]
- 1895年（明治28年）9月25日 - 正四位[20]
- 1896年（明治29年）12月16日 - 従三位[21]

勲章等
- 1887年（明治10年）5月27日 - 勲六等単光旭日章[22]
- 1889年（明治22年）11月29日 - 大日本帝国憲法発布記念章[23]
- 1890年（明治23年）
  - 7月1日 - 褒状[24]
  - 12月26日 - 勲五等瑞宝章[25]
- 1892年（明治25年）6月29日 - 勲四等瑞宝章[26]
- 1896年（明治29年）6月30日 - 勲三等瑞宝章[27]

## 所蔵品
- 『鐘馗』 雪舟・筆

## 家族・親族
- 父：犬塚盛直
- 母：美寿（海老名七郎治・娘）
- 妻：千代井（永井深吉・娘）
- 長男：犬塚勝太郎 - 衆議院議員・貴族院議員
- 長男妻：しつ（津田出・娘）
- 二男：犬塚勝之丞 - 三井物産常任監査役
- 二男妻：フジ（益田孝・養女）
- 三男：犬塚三郎 - 博多株式取引所理事長